# Antonino (filósofo)
Antonino foi um filósofo neoplatonista que viveu no século IV. Era um filho de Eustácio e Sosípatra, ele foi criado na Ásia Menor e se estabeleceu em Canopo uma cidade a vinte quilômetros de Alexandria. Ele era um velho contemporâneo de  Hipátia que viveu e trabalhou nas proximidades de Alexandria. Quando viva em Canopo, provavelmente de 310 até 390, o Serapeu ainda era um importante lugar para viajantes religiosos, mas nunca expressou qualquer opinião sobre assuntos divinos, embora Eunápio atribui isso a piedade de Antonino, ele também aponta que Antonino absteve-se de ritos de Teurgia talvez porque manteve um olhar atento sobre as visões imperiais e políticas que se opunham a essas práticas. Sua conduta moral é descrita como exemplar. Ele e seus discípulos estavam fortemente ligados ao paganismo, mas disse ter sido capaz de ver que o seu final estava próximo e previu que após sua morte todos os esplêndidos templos do deuses seriam transformados em túmulos:
Ele predisse a todos os seus seguidores que, após sua morte, o templo deixaria de existir e até mesmo os grandes e santos templos de Serápis passaria para escuridão sem forma e seriam transformados, que uma tristeza fabulosa e indecorosa dominaria sobre as coisas mais belas da Terra. Para todas essas profecias o tempo deu testemunho e no final, sua previsão ganhou força de um oráculo.
Antonino morreu em 390, um ano após a destruição do Serapeu. Não se sabe quando ele previu a destruição, mas na época tal destruição era inimaginável para os jovens ao seu redor.